# Leopoldine Kovarik

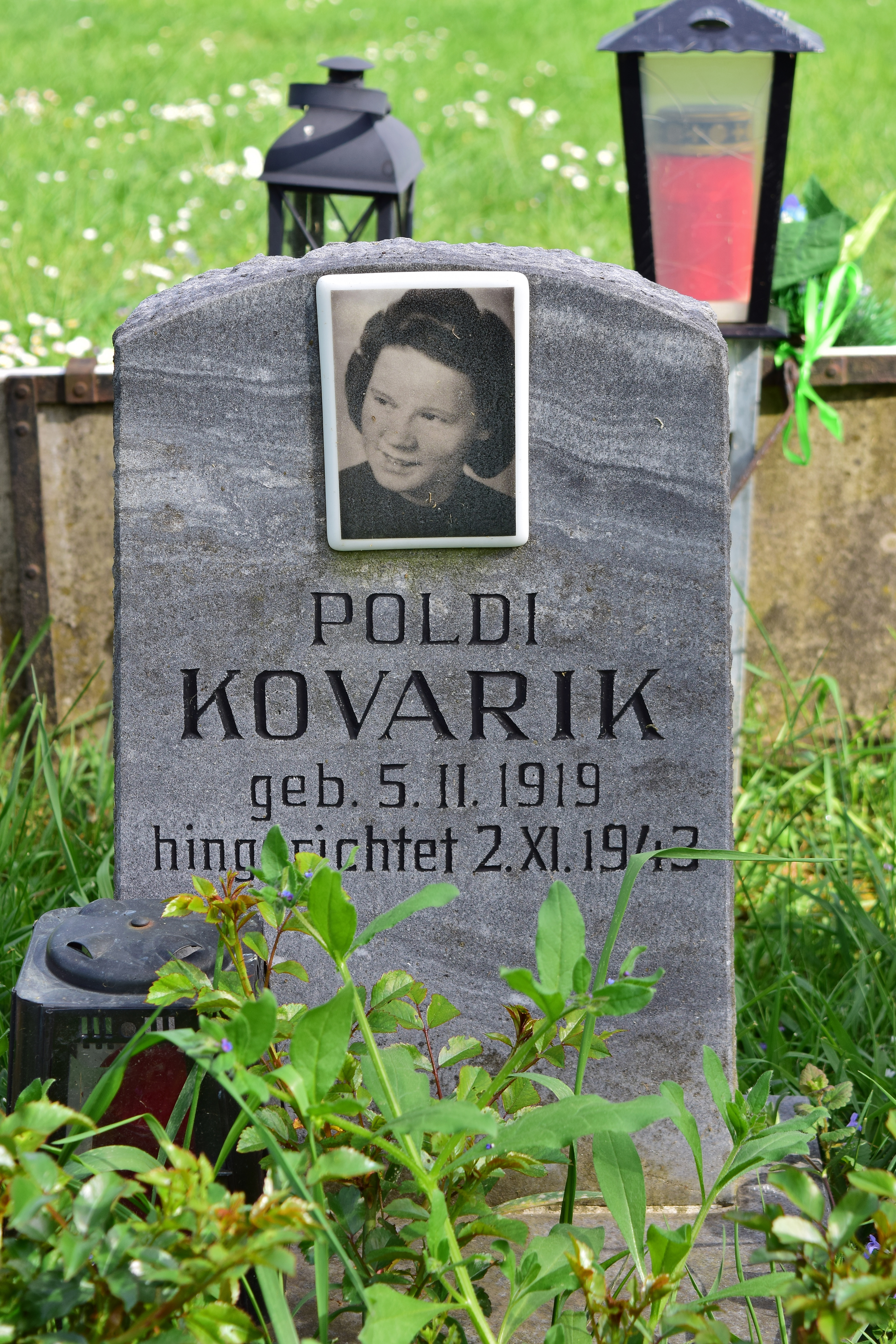
Tomba de Kovarik al Cementiri central de Viena, grup 40.

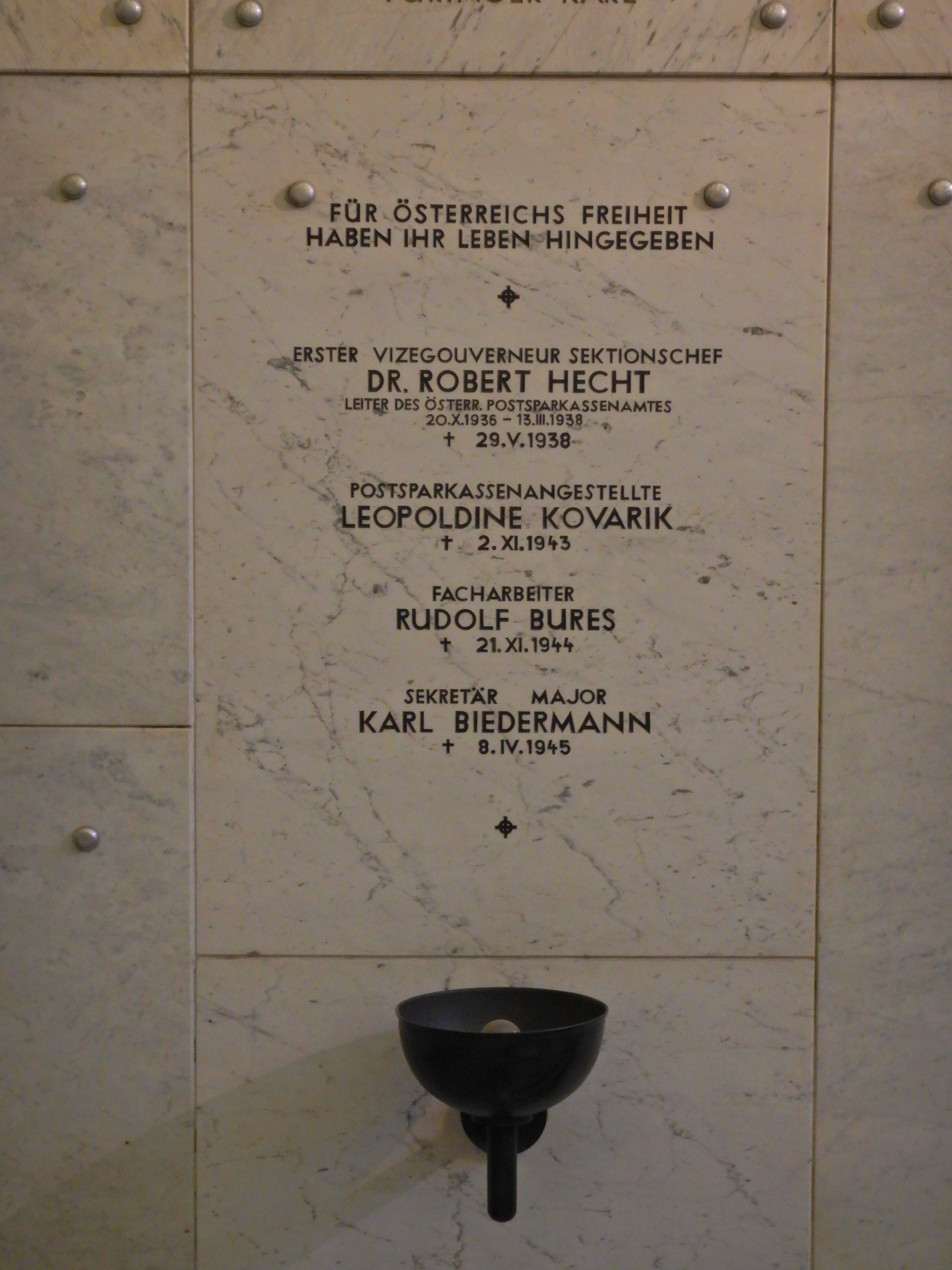
Placa commemorativa a l'edifici de la Caixa d'Estalvis Postals d'Àustria.

Leopoldine Kovarik, també coneguda com a Poldi Kovarik, (Viena, 5 de febrer de 1919 - Viena, 2 de novembre de 1943) va ser una treballadora de correus i partisana antifeixista austríaca.
Quan Àustria es va fusionar amb l'Alemanya nazi es va convertir en membre de la Resistència austríaca contra el nazisme i, durant la Segona Guerra Mundial, va formar part d'un grup que escrivia cartes als militars de la Wehrmacht animant-los a desertar. Amb 24 anys, va ser condemnada sota l'acusació habitual de «preparar-se per cometre alta traïció» (Vorbereitung zum Hochverrat) i guillotinada al centre penitenciari regional de Viena, que havia incorporat la seva pròpia sala d'execucions des de les conseqüències del breu cop d'estat de juliol de 1934.

## Trajectòria
Ja de ben petit, quan era una nena i anava a escola, es va comprometre políticament. La seva implicació va començar al moviment socialista d'Amics dels Infants Austríacs i, posteriorment, als Joves Treballadors Socialistes. El 1934, després que el sistema democràtic multipartidista fos substituït per l'anomenat Ständestaat, va passar a militar a Joves Comunistes.
Durant el període austrofeixista, entre 1934 i 1938, va ser arrestada dues vegades a causa de les seves activitats polítiques. Quan es va formar l'Anschluss el 1938, tenia 19 anys i treballava com a oficial de correus, concretament per a la caixa d'estalvis de l'oficina postal (Postparkasse). Molts es van sentir satisfets de la incorporació d'Àustria a l'Alemanya nazi, però els integrants de l'esquerra política no. En aquestes circumstàncies es va unir al Consell de Soldats (Soldatenrat), un grup de joves comunistes dirigit per Alfred Rabofsky. Durant la Segona Guerra Mundial, el Consell de Soldats es va especialitzar a escriure i enviar cartes als membres de l'exèrcit nazi, cridant-los a desertar. Juntament amb Kovarik, altres membres del grup van ser Anna Gräf i Elfriede Hartmann que van ser executades abans de 1945, com el mateix Rabofsky. Al seu apartament del districte vienès de Favoriten va organitzar la preparació de les tasques de militància. També va ser responsable de les comunicacions amb els membres del grup de resistència a Graz, al sud del país.
Kovarik va ser partidària del líder del Partit Comunista d'Àustria, Leo Gabler (1908-1944), que havia tornat de Moscou via Iugoslàvia el 1941 per tal de reconstruir el partit destruït amb un nou equip dirigent. Com a resultat del Pacte Mólotov-Ribbentrop de 1939, els líders comunistes austríacs exiliats, inclòs el membre fundador de KPÖ, Franz Koritschoner, havien estat deportats de la Unió Soviètica on s'havien refugiat i posteriorment lliurats als nazis.

## Judici i mort
El 13 de novembre de 1941, mentre visitava Berlín, Kovarik va ser arrestada. Evidentment, no hi havia cap sentit d'urgència a l'hora de portar-la a judici, però el 27 de setembre de 1943 es va enfrontar al Tribunal Popular alemany i va ser declarada culpable de «preparar-se per cometre alta traïció» (Vorbereitung zum Hochverrat). El tribunal va considerar que s'havia dedicat a la «producció i distribució de cartes de traïció destinades a ser enviades a membres de l'exèrcit». El tribunal també va trobar que «s'havia reunit sovint amb [el líder comunista, Leo Gabler] i havia après d'ell els plans per reconstruir el Partit Comunista Austríac a Viena. Després d'això, havia actuat com a contacte entre Gabler i altres "funcionaris comunistes" o companys d'idees afins com [Friedrich] Hedrich i [Ernst] Rousek. Ella mateixa també havia participat en reunions amb Gabler i aquests altres "co-comunistes" en relació amb la situació política i el seu "treball il·legal"».
Condemnada a mort, la sentència es va aplicar el 2 de novembre de 1943 mitjançant la guillotina que s'havia instal·lat uns anys abans al Centre penitenciari regional de Viena (Landesgericht für Strafsachen Wien) després del breu cop d'estat de juliol de 1934.
El tribunal estava especialment preocupat per les cartes que Kovarik havia enviat als soldats. Aquest és un extracte.
- «Us demano que m'ajudeu a posar fi a l'assassinat en massa. El veritable enemic no és l'Exèrcit Roig: el veritable enemic és al nostre propi país: la cobdícia dels alemanys i dels altres capitalistes! Refuseu morir pel benefici dels rics. Feu germans de tots els pobles d'arreu del món que estan fent caure el capitalisme amb sang i armes. Aquest és el camí cap a la pau.

Condemnem aquesta guerra i amb ella els refinats senyors que porten la culpa d'aquesta massacre. Sou homes: heu de veure com aquesta guerra maleïda només ens porta misèria i fam, i significa cadenes i esclavitud a altres nacions... Llenceu les armes i no lluiteu contra gent que no us ha fet cap mal. Sigueu com els nostres pares l'any 1918 i torneu a casa abans que sigui massa tard. No lluiteu contra el poble lliure de Rússia, sinó lluita contra els nostres propis opressors, contra la nostra pròpia burgesia».
- «Ich bitte dich, hilf mir Schluß zu machen mit dem Massenmorden. Nicht die Rote Armee ist der Feind, sondern der Feind steht im eigenen Lande: Die Machtgier der deutschen und übrigen Kapitalisten! Weigert euch u sterben für den Profit der Reichen. Verbrüdert euch mit allen Völkern der Welt, die der Kapitalismus mit Blut und Waffen niederhält. Diese ist der Weg zum Frieden!

Wir verfluchen diesen Krieg und damit die Herren, die an diesem Massenmorden Schuld tragen. Ihr seid doch Männer, ihr müsst doch wissen, wie diesem verfluchten Krieg, der uns nur Hunger und Elend bringt, den anderen Völkern aber Knechtschaft und Sklaverei bedeutet, der Garaus zu machen ist. Streckt die Waffen und kämpft nicht gegen ein Volk, das euch gar nichts zu leide getan hat. Macht es so wie unsere Väter 1918 und kehrt heim, solaren es noch nicht zu spät ist. Kämpft nicht gegen die freien Menschen Russlands, sondern kämpft gegen die eigenen Unterdrücker, gegen die eigene Bourgoisie».

## Llegat
Després de la seva mort es va col·locar una placa commemorativa al seu domicili, situat a Hardtmuthgasse 106 de Viena-Favoriten, que commemorava a la combatent de la resistència. Això no obstant, el 1998 o abans va ser eliminada pels propietaris durant les obres de renovació. A banda, el seu nom es pot trobar a la placa commemorativa de l'antiga sala d'execucions del Centre penitenciari regional de Viena.